# Grinzing
Grinzing fou un municipi independent fins a l'any 1892, quan fou incorporat a Döbling, el XIXè districte de Viena. Tot i així, continua essent un dels 89 municipis cadastrals de la capital austríaca.
La part antiga de la vila avui en dia està protegida com a bé històric. La zona és coneguda per les seves vinyes i la seva quantitat de "Heurigen", locals que serveixen vins d'elaboració pròpia.

## Història
El 1114 apareix a les Fontes Rerum Austriacarum la denominació "de Grincing" per referir-se a les vinyes de la mateixa localitat i més endavant, el mateix segle, el poble és mencionat als urbaris de l'abadia de Klosterneuburg, que explica com la comarca és administrada per diversos convents. El 1156 la localitat apareix amb el nom de "Grinzingen" en el Babenberger Urkundenbuch.
A l'edat mitjana, els habitants eren majoritàriament pagesos, vinicultors i jornalers, que treballaven pels monestirs i castells de la zona. La majoria de monestirs de la zona foren fundats cap al segle XII, com ara el de Sant Florià, el de l'Alta Àustria, el de Santa Dorotea, el de Sant Llorenç o el capítol de la catedral de Viena. El monestir de Santa Clara fou construït el segle XIV. L'edifici religiós més antic conservat és la parròquia de Heiligenstadt, fundada abans de l'any 1000. El 1426 es va construir una església gòtica de nom "Zum heiligen Kreuz", que el 1783 passà a ser administrada per la parròquia de Heiligenstadt.
A la localitat també s'hi instal·laren diversos nobles i diputats ministerials dels Babenberg, l'aleshores casal reial d'Àustria, entre els quals hi havia els senyors de Grünsing, que hi construïren una residència permanent, situada a l'actual Cobenzlgasse 30 i anomenada Trummelhof, ja que, segons diuen, es va construir sobre unes ruïnes romanes (en alemany, la paraula Trümmer significa "ruïnes" i és d'aquí que es creu que la part Trummel prové, fent referència a les suposades ruïnes romanes).
Grinzing fou escenari de diversos enfrontaments que devastaren l'àrea, com ara els setges turcs de Viena de 1529 i de 1683, i el 1809, quan Viena caigué en mans de les tropes franceses per segona vegada durant les Guerres Napoleòniques.
Durant la major part de la seva història, Grinzing basava gran part de la seva economia en l'exportació de vi, majoritàriament subministrant la ciutat de Viena.

## Geografia

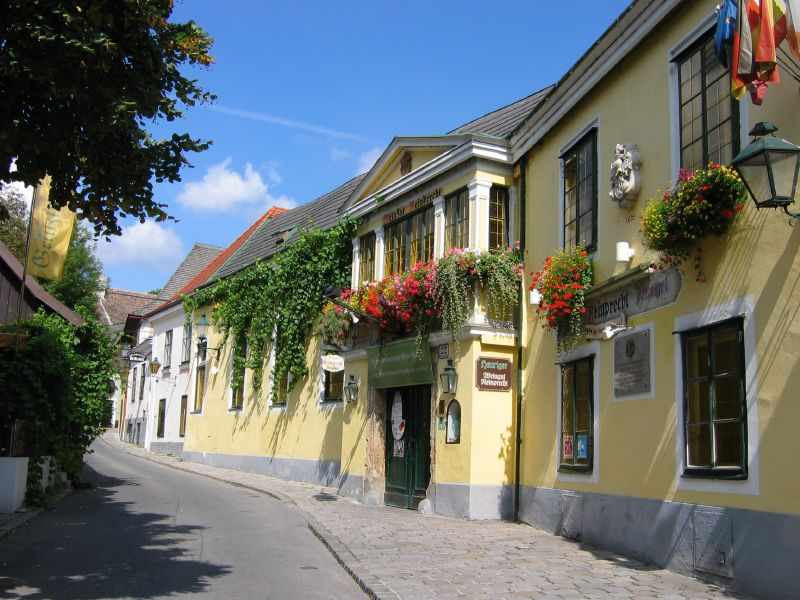
Grinzing

Grinzing forma part del paisatge del Wienerberg i del Wienerwald. En el barri s'hi pot trobar una de les muntanyes més altes de Viena, la Hermannskogl, al cim de la qual s'hi troba un monument en honor del 40è aniversari del regnat de Francesc Josep I l'any 1888.